# Qızmeydan
Qızmeydan är en ort i Azerbajdzjan.   Den ligger i distriktet Şamaxı Rayonu, i den östra delen av landet, 110 km väster om huvudstaden Baku. Qızmeydan ligger 1 283 meter över havet och antalet invånare är 1 096.
Terrängen runt Qızmeydan är huvudsakligen kuperad, men den allra närmaste omgivningen är platt. Närmaste större samhälle är Shamakhi, 18,0 km sydväst om Qızmeydan. 
Trakten runt Qızmeydan består i huvudsak av gräsmarker. Runt Qızmeydan är det ganska glesbefolkat, med 31 invånare per kvadratkilometer.